# Adolphe Charlier
Pour les articles homonymes, voir Charlier.
Adolphe Charlier, né le 11 février 1907 à Seraing et mort le 12 juin 1967 à Liège est un coureur cycliste belge, spécialiste de la piste avec un total de trois victoires et 22 autres podiums lors de courses de type course de six jours ou américaine.

## Biographie
Son père Eugène Charlier fut coureur cycliste professionnel en 1911.
En 1927, Adolphe Charlier monte pour la première fois sur le podium lors d'une course de six jours, lorsqu'il termine deuxième à Bruxelles. Sa première victoire a lieu en 1931, également à Bruxelles,.
Lors de la deuxième course de six jours de Copenhague de l'histoire en 1934, Charlier termine deuxième avec son partenaire Mogens Danholt. Le dernier podium de sa carrière sur une course de six jours a également lieu à Copenhague, lorsqu'en 1936 il termine à la deuxième place avec son compatriote Roger De Neef.
En 1936, il devient entraineur et s'occupe de Hubert Muller, Oscar Giltay et Minet.
Il arrête la compétition en 1937 et ouvre un café à Liège.
Son fils Francis fut coureur cycliste.

## Palmarès
- 1927
  - 2e des Six Jours de Bruxelles avec Henri Duray
- 1929
  - 3e des Six Jours de Cologne avec Henri Duray
- 1930
  - Prix Hourlier-Comès avec Roger De Neef
  - Prix du Salon avec Roger De Neef
  - 2e des Six Jours de New York avec Roger De Neef
  - 3e des Six Jours de Chicago avec Roger De Neef
- 1931
  - Six Jours de Bruxelles avec Roger De Neef
  - Prix Goullet-Fogler avec Roger De Neef
  - 2e du Prix du Salon avec Roger De Neef
  - 3e des Six Jours de Berlin avec Willy Funda
  - 3e des Six Jours de Stuttgart avec Roger De Neef
- 1932
  - 2e des Six Jours de Bruxelles avec Roger De Neef
  - 2e des Six Jours de Paris avec Roger De Neef
  - 3e des Six Jours de Berlin avec Roger De Neef
  - 3e des Six Jours de Dortmund avec Roger De Neef
- 1933
  - 2e des Six Jours de Bruxelles avec Roger De Neef
  - 2e des Six Jours de Marseille avec Roger De Neef
  - 3e des Six Jours de Berlin avec Oskar Tietz
  - 3e des Six Jours de Cologne avec Werner Ippen
  - 3e du  Prix Goullet-Fogler avec Jean Aerts
- 1934
  - 2e des Six Jours de Paris avec Jean Aerts
  - 2e des Six Jours de Copenhague avec Mogens Danholt
  - 2e des Six Jours de Bruxelles avec Gerard Loncke
  - 3e du  Prix Goullet-Fogler avec Roger De Neef
- 1935
  - Six Jours de Bruxelles avec Roger De Neef
  - Américaine de 100 km à Stuttgart avec Roger De Neef
  - 3e des Six Jours de Paris avec Roger De Neef
- 1936
  - 2e des Six Jours d'Anvers avec Maurice Depauw
  - 2e des Six Jours de Rotterdam avec Frans Slaats
  - 2e des Six Jours de Copenhague avec Roger De Neef
  - 2e des Six Jours de Bruxelles avec Roger Neef